# Linda Peretz
Linda Peretz (Buenos Aires, Argentina, 2 de enero de 1942) es una actriz argentina.

## Primeros años y carrera profesional
Peretz nació en Buenos Aires, hija de padres judíos provenientes de Bulgaria. Estudió en el Conservatorio Nacional y luego de egresar realizó a partir de la década de 1960 papeles secundarios en el cine. Participó en los filmes La vida continúa y Quiero llenarme de ti, ambas junto a Sandro y de 1969 y bajo la dirección de Leopoldo Torre Nilsson en Martín Fierro (1968) y La Maffia (1972).
Se destacó principalmente como La flaca escopeta, un personaje que apareció por primera vez en 1993, en la pantalla de Canal 9. Era una suerte de Olivia, la famosa novia de Popeye. 
En teatro se destacó en El preceptor, Sin salida con Rodolfo Beban y Fernanda Mistral, La vera historia de Salomé y con el unipersonal No seré feliz pero tengo marido, una obra basada en el libro homónimo de Viviana Gómez Thorpe que interpretó durante 10 años recorriendo Argentina, Brasil, México y España, entre otros países. Actuó en obras destinadas al público infantil y  también trabajó en la obra teatral Las chicas del calendario junto a María Rosa Fugazot, María Valenzuela, Dora Baret, Virginia Lago y Norma Pons entre otras figuras.

## Filmografía
- Pajarito Gómez, una vida feliz (1965)
- La buena vida (1966)
- Dos en el mundo (1966)
- Pimienta (1966)... Estudiante de abogacía
- El ojo que espía (1966)
- ¡Al diablo con este cura! (1967)
- Las pirañas (1967)
- Chao amor (1967)
- Martín Fierro (1968)... Cautiva
- Che, OVNI (1968)
- Maternidad sin hombres (1968)
- Los neuróticos (1968)
- El dependiente (1969)
- Corazón contento (1969)
- Quiero llenarme de ti (1969)... Amiga de Sandro
- El bulín (1969)
- ¡Qué noche de casamiento! (1969)... Licha
- Los debutantes en el amor (1969)
- La vida continúa (1969)... Marta
- Blum (1970)... Bailarina
- Los mochileros (1970)... Dorita
- Mosaico (1970)
- Una cabaña en la Pampa (1970)
- Los buenos sentimientos (corto - 1971)
- Los neuróticos (1971)
- El encanto del amor prohibido (1971)
- La maffia (1972)... Hebe
- José María y María José (Una pareja de hoy) (1973)  * Juegos de verano (1973)
- Clínica con música (1974)
- Un viaje de locos (1974)
- Hay que romper la rutina (1974)... Paciente de la clínica
- Seguro de castidad (1974)
- Rebeldía (1975)
- El profesor erótico (1976)
- Las locas (1977)... Cristina
- Hotel de señoritas (1979)... Astróloga
- Delito de corrupción (1991)... Mujer torturada